# Bibliographie sur la France
Pour un article plus général, voir France.
La bibliographie sur la France regroupe des ouvrages généraux sur ce pays et les principales thématiques qui l'entourent.
Pour des ouvrages plus spécialisés, voir les bibliographies des articles concernés.

## Ouvrages généraux
- Collectif, L'État de la France, La Découverte, publication annuelle.
- Arnaud Dephalese, France : Dictionnaire critique de civilisation contemporaine, Coneuwe, 2024, 777 p.
- Gérard Mermet, Francoscopie, Larousse, publication biennale (en principe).
- Jean-Robert Pitte, La France, Paris, Armand Colin, coll. « Cursus », 2009, 3e éd., 224 p. (ISBN 978-2-200-35189-2)

## Géographie
- Vincent Adoumié, Géographie de la France, Paris, Hachette Supérieur, coll. « Hu. Géographie », 2007, 286 p. (ISBN 978-2-01-145772-1)
- Yannick Clavé, Géographie de la France, Paris, Ellipses, 2013.
- Florence Smits, Géographie de la France, Paris, Hatier, 2007, 248 p. (ISBN 978-2-218-92769-0, LCCN 2009470631)
- Paul Claval, Géographie de la France, Paris, Presses universitaires de France, coll. « Que sais-je ? », 2000, 4e éd., 128 p. (ISBN 978-2-13-050875-5)
- Jean-François Gravier, Paris et le désert français, 1947.
- Ilyes Zouari, Petit dictionnaire du Monde francophone, L'Harmattan, 2015.

## Histoire
- Patrick Boucheron (dir.), Histoire mondiale de la France, Paris, Seuil, 2017, 800 p. (ISBN 978-2-02-133629-0)
- Jean Carpentier (dir.), François Lebrun (dir.), Alain Tranoy, Élisabeth Carpentier et Jean-Marie Mayeur (préf. Jacques Le Goff), Histoire de France, Paris, Points Seuil, coll. « Histoire », 2000 (1re éd. 1987), 514 p., poche (ISBN 978-2-02-010879-9)
- Georges Duby (dir.), Jacqueline Beaujeu-Garnier, Denise Sonneville-Bordes et Julia Roussot-Laroque, Histoire de la France : Des origines à nos jours, Paris, Larousse, coll. « Bibliothèque historique », 2008, 1408 p. (ISBN 978-2-03-584183-4)
- Gérard Noiriel, Une histoire populaire de la France : De la guerre de Cent Ans à nos jours, Marseille, Agone, 2018, 832 p. (ISBN 978-2-7489-0301-0)
- Jean-Christian Petitfils, Histoire de la France : le vrai roman national, Paris, Fayard, 2018, 1152 p. (ISBN 978-2-213-68614-1)
- Arnaud Teyssier, Histoire politique de la Ve République : 1958-2011, Paris, Perrin, 2011, 838 p. (ISBN 978-2-262-03615-7)

Belin Collection Histoire de France
- Joël Cornette (dir.), Atlas de l'Histoire de France (481-2005), Paris, Belin, coll. « Histoire de France », 2016, 477 p. (ISBN 978-2-7011-9891-0)
- Geneviève Bührer-Thierry, Charles Mériaux, La France avant la France (481-888), Paris, Belin, coll. « Histoire de France », 2010, 688 p. (ISBN 978-2-7011-3358-4)
- Florian Mazel, Féodalités (888-1180), Paris, Belin, coll. « Histoire de France », 2010, 784 p. (ISBN 978-2-7011-3359-1)
- Jean-Christophe Cassard, L'âge d'or capétien (1180-1328), Paris, Belin, coll. « Histoire de France », 2011, 784 p. (ISBN 978-2-7011-3360-7)
- Boris Bove, Le temps de la Guerre de Cent ans (1328-1453), Paris, Belin, coll. « Histoire de France », 2009, 672 p. (ISBN 978-2-7011-3361-4)
- Philippe Hamon, Les Renaissances (1453-1559), Paris, Belin, coll. « Histoire de France », 2009, 624 p. (ISBN 978-2-7011-3362-1)
- Nicolas Le Roux, Les guerres de religion (1559-1629), Paris, Belin, coll. « Histoire de France », 2009, 608 p. (ISBN 978-2-7011-3363-8)
- Hervé Drevillon, Les Rois absolus (1629-1715), Paris, Belin, coll. « Histoire de France », 2011, 640 p. (ISBN 978-2-7011-3364-5)
- Pierre-Yves Beaurepaire, La France des Lumières (1715-1789), Paris, Belin, coll. « Histoire de France », 2011, 840 p. (ISBN 978-2-7011-3365-2)
- Michel Biard, Philippe Bourdin et Silvia Marzagalli, Révolution, Consulat, Empire (1789-1815), Paris, Belin, coll. « Histoire de France », 2009, 720 p. (ISBN 978-2-7011-3366-9)
- Sylvie Aprile, La Révolution inachevée (1815-1870), Paris, Belin, coll. « Histoire de France », 2010, 672 p. (ISBN 978-2-7011-3615-8)
- Vincent Duclert, La République imaginée (1870-1914), Paris, Belin, coll. « Histoire de France », 2010, 864 p. (ISBN 978-2-7011-3388-1)
- Nicolas Beaupré, Les Grandes Guerres (1914-1945), Paris, Belin, coll. « Histoire de France », 2012, 1152 p. (ISBN 978-2-7011-3387-4)
- Christian Delacroix et Michelle Zancarini-Fournel, La France du temps présent (1945-2005), Paris, Belin, coll. « Histoire de France », 2010, 656 p. (ISBN 978-2-7011-3386-7)

The Cambridge History of Modern France
- (en) André Jardin et André-Jean Tudesq, Restoration and Reaction 1815–1848, Cambridge University Press, coll. « The Cambridge History of Modern France », 1988, 432 p. (ISBN 978-0-521-35855-2)
- (en) Maurice Agulhon, The Republican Experiment 1848–1852, Cambridge University Press, coll. « The Cambridge History of Modern France », 1983, 228 p. (ISBN 978-0-521-28988-7)
- (en) Alain Plessis, The Rise and Fall of the Second Empire 1852–1871, Cambridge University Press, coll. « The Cambridge History of Modern France », 1988, 212 p. (ISBN 978-0-521-35856-9)
- (en) Jean-Marie Mayeur et Madeleine Rebérioux, The Third Republic from its Origins to the Great War 1871–1914, Cambridge University Press, coll. « The Cambridge History of Modern France », 1988, 416 p. (ISBN 978-0-521-35857-6)
- (en) Philippe Bernard et Henri Dubief, The Decline of the Third Republic 1914–1938, Cambridge University Press, coll. « The Cambridge History of Modern France », 1988, 380 p. (ISBN 978-0-521-35854-5)
- (en) Jean-Pierre Azéma, From Munich to the Liberation 1938–1944, Cambridge University Press, coll. « The Cambridge History of Modern France », 1985, 305 p. (ISBN 978-0-521-25237-9)
- (en) Jean-Pierre Rioux, The Fourth Republic 1944–1958, Cambridge University Press, coll. « The Cambridge History of Modern France », 1989, 548 p. (ISBN 978-0-521-38916-7)
- (en) Serge Berstein, The Republic of de Gaulle 1958–1969, Cambridge University Press, coll. « The Cambridge History of Modern France », 2006, 284 p. (ISBN 978-0-521-27239-1)
- (en) Serge Berstein, The Pompidou Years 1969–1974, Cambridge University Press, coll. « The Cambridge History of Modern France », 2000, 296 p. (ISBN 978-0-521-58061-8)

## Institutions et administration
- Alain Bauer et André-Michel Ventre, Les polices en France, Paris, Presses universitaires de France, coll. « Que sais-je ? », 2010, 128 p. (ISBN 978-2-13-057907-6)
- Pierre Bodineau et Michel Verpeaux, Histoire constitutionnelle de la France, Paris, Presses universitaires de France, coll. « Que sais-je ? », 2016, 128 p. (ISBN 978-2-13-074930-1)
- Maurice Duverger, Les constitutions de la France, Presses universitaires de France, coll. « Que sais-je ? », 2004, 128 p. (ISBN 978-2-13-054608-5)
- Pierre Pactet, Les institutions françaises, Paris, Presses universitaires de France, coll. « Que sais-je ? », 1998, 8e éd. (1re éd. 1976), 128 p. (ISBN 978-2-13-045632-2)
- Philippe Portier, L’État et les religions en France, Rennes, Presses universitaires de Rennes, 2016, 368 p. (ISBN 978-2-7535-4993-7)
- Michèle-Laure Rassat, La justice en France, Paris, Presses universitaires de France, coll. « Que sais-je ? », 2007, 128 p. (ISBN 978-2-13-056063-0)
- Pierre Rosanvallon, L'Etat en France, Seuil, 1990, 384 p. (ISBN 978-2-02-011523-0)
- Guy Thuillier, Histoire de l'administration française, Presses universitaires de France, coll. « Que sais-je ? », 1994, 128 p. (ISBN 978-2-13-045753-4)

## Sociologie
- Jean-Marie Charon, Les médias en France, Paris, La Découverte, 2014, 2e éd. (1re éd. 2003), 128 p. (ISBN 978-2-7071-4698-4, lire en ligne)
- Yves Crozet, Dominique Bolliet, François Faure et Jean Fleury, Les Grandes Questions de la société française, Paris, Armand Colin, 2005, 350 p. (ISBN 978-2-200-34229-6)
- Gilles Kepel et Rémy Leveau, Les musulmans dans la société française, Presses de Sciences Po, 1988, 202 p. (ISBN 978-2-7246-0558-7)
- Stéfan Lollivier et Christophe Soulez, La criminalité en France : Rapport de l'Observatoire national de la délinquance et des réponses pénales, ONDRP, 2016, 373 p. (lire en ligne)
- Hervé Marchal et Jean-Marc Stébé, La France périurbaine, Paris, Presses universitaires de France, coll. « Que sais-je ? », 2018, 128 p. (ISBN 978-2-13-079912-2)
- Louis Maurin (préf. Denis Clerc), Déchiffrer la société française, Paris, La Découverte, 2009, 368 p. (ISBN 978-2-7071-5413-2, LCCN 2009503665)
- Henri Mendras, Les Sociétés rurales françaises, Presses de Sciences Po, 1962 (ISBN 978-2-7246-0303-3)
- E.M. Mouhoud, L'immigration en France : mythes et réalité, Paris, Fayard, 2017, 200 p. (ISBN 978-2-213-70435-7)
- René Mouriaux, Les syndicats dans la société française, Presses de Sciences Po, 1983, 271 p. (ISBN 978-2-7246-0480-1)
- Gérard Noiriel, Le creuset français : Histoire de l'immigration (XIXe – XXe siècle), Paris, Points, 2016, 3e éd. (1re éd. 1988), 496 p. (ISBN 978-2-7578-5778-6)
- Serge Paugam, La société française et ses pauvres, Presses universitaires de France, 2002, 336 p. (ISBN 978-2-13-053173-9)

## Économie
- INSEE, Tableaux de l'économie française, La Documentation française, publication annuelle.
- Lahsen Abdelmalki, Daniel Dufourt et René Sandretto, L'Économie française : Éléments fondamentaux, Paris, Séfi, coll. « Les Classiques Économie-Gestion », 2008, 352 p. (ISBN 978-2-89509-111-0, OCLC 494148084)
- Pierre Bauchet, Comprendre l'économie française, Paris, Economica, 1999, 126 p. (ISBN 978-2-7178-3796-4)
- François Caron, Histoire économique de la France : XIXe – XXe siècle, Armand Colin, 1999, 452 p. (ISBN 978-2-200-21653-5)
- Jean-François Eck, La France dans la nouvelle économie mondiale, Presses universitaires de France, 2006, 351 p. (ISBN 978-2-13-054626-9)
- Thomas Guillaume, L'économie française à l'aube du XXIe siècle, Paris, Économica, 2000, 528 p. (ISBN 978-2-7178-4132-9, LCCN 2001381385)
- Michel Lutfalla, Une histoire de la dette publique en France, Paris, Editions Classiques Garnier, 2017, 306 p. (ISBN 978-2-406-06433-6)
- Charles Serfaty, Histoire économique de la France : De la Gaule à nos jours, Passés Composés, 2024, 522 p. (ISBN 978-2379334450, présentation en ligne)

## Politique étrangère et géopolitique
- Frédéric Bozo, La politique étrangère de la France depuis 1945, Flammarion, 2012, 310 p. (ISBN 978-2-08-122958-7)
- Frédéric Charillon, La politique étrangère de la France, La Documentation française, 2011, 240 p. (ASIN B004I5GZ6G)
- Georges Couffignal, « La politique étrangère de la France vis-à-vis de l’Amérique latine », dans L’Amérique Latine est bien partie, Paris, La Documentation française, 2011 (lire en ligne), p. 59-72
- Hakim El Karoui, « Nouveau monde arabe, nouvelle « politique arabe » pour la France », Institut Montaigne,‎ 2017 (ISSN 1771-6756, lire en ligne)
- Pascal Gauchon, Géopolitique de la France : plaidoyer pour la puissance, Paris, Presses universitaires de France, 2012, 256 p. (ISBN 978-2-13-059327-0)
- Jean de Gliniasty, « Une certaine idée de la France », Le Monde diplomatique, no 763,‎ octobre 2017, p. 1-20 (lire en ligne)
- François Godement, « Une politique française pour l'Asie-Pacifique ? », Politique étrangère, no 4,‎ 1995, p. 959-970 (lire en ligne)
- Philippe Hugon, « La politique africaine de la France : Entre relations complexes et complexées », Diploweb,‎ 8 mars 2016 (lire en ligne)
- Claude Julien, « La politique étrangère dans les élections françaises », Le Monde diplomatique, no 227,‎ février 1973, p. 11 (lire en ligne)
- Jean-Jacques Kourliandsky, « La France en Amérique latine : quelle(s) stratégie(s) face aux reconfigurations régionales ? », Mouvements, vol. 76, no 4,‎ 2013, p. 49-64 (lire en ligne)
- Yves Lacoste et Frédéric Encel, Géopolitique de la nation France, Paris, Presses universitaires de France, 2016, 288 p. (ISBN 978-2-13-074975-2)
- Paul-Marie de La Gorce, « La France et le Maghreb », Politique étrangère, no 4,‎ 1995, p. 927-939 (lire en ligne)
- Maurice Vaïsse (préf. Jean-Yves Le Drian), Diplomatie française : outils et acteurs depuis 1980, Paris, Odile Jacob, 2018, 494 p. (ISBN 978-2-7381-4483-6)

## Patrimoine culturel
- Alain Badiou, « Panorama de la philosophie française contemporaine », New Left Review,‎ 2005 (lire en ligne)
- André Chastel, Introduction à l'histoire de l'art français, Paris, Flammarion, coll. « Champs », 1999, 223 p. (ISBN 978-2-08-081601-6)
- Raymond Dumay (préf. Jean-Claude Pirotte), De la gastronomie française, Paris, La Table Ronde, coll. « La petite Vermillon », 2009, 211 p. (ISBN 978-2-7103-3137-7)
- Jean-Pierre Jeancolas, Histoire du cinéma français, Paris, Armand Colin, 2011, 3e éd., 128 p. (ISBN 978-2-200-27159-6)
- Donald Morrison, Que reste-t-il de la culture française ?, suivi de Antoine Compagnon, Le souci de la grandeur, Paris, Denoël, 2008, 204 p. (ISBN 978-2-207-26044-9)
- André Lagarde et Laurent Michard :
  - Moyen-Age, Bordas, coll. « Collection littéraire Lagarde et Michard », 1993, 288 p. (ISBN 978-2-04-016207-8)
  - XVIe siècle, Bordas, coll. « Collection littéraire Lagarde et Michard », 1993, 288 p. (ISBN 978-2-04-016209-2)
  - XVIIe siècle, Bordas, coll. « Collection littéraire Lagarde et Michard », 1993, 512 p. (ISBN 978-2-04-016211-5)
  - XVIIIe siècle, Bordas, coll. « Collection littéraire Lagarde et Michard », 1993, 464 p. (ISBN 978-2-04-016213-9)
  - XIXe siècle, Bordas, coll. « Collection littéraire Lagarde et Michard », 1993, 640 p. (ISBN 978-2-04-016216-0)
  - XXe siècle, Bordas, coll. « Collection littéraire Lagarde et Michard », 1993, 896 p. (ISBN 978-2-04-018000-3)